# Cannessières
Cannessières település Franciaországban, Somme megyében. Lakosainak száma 61 fő (2022. január 1.). Cannessières Oisemont, Aumâtre, Fontaine-le-Sec és Mouflières községekkel határos.

## Népesség
A település népességének változása:
| Lakosok száma | 81   | 74   | 77   | 70   | 68   | 66   | 64   | 62   | 61   |
|               | 2013 | 2015 | 2016 | 2017 | 2018 | 2019 | 2020 | 2021 | 2022 |